# 矢嶋俊作
矢嶋 俊作（やじま しゅんさく、1958年6月10日 - ）は、日本の俳優、声優。福島県出身。ケイエムシネマ企画所属。以前はぷろだくしょん★A組に所属していた。身長176cm、体重68kg。京都産業大学卒。

## 出演

### テレビドラマ
- 相棒
  - 相棒3 - 爆弾処理班班長
  - 相棒4 - 「なる得ワイド」キャスター
  - 相棒7 - 検察官
  - 相棒8 第7話 - 川井謙次郎
  - 相棒10 第18話 - 新見
- ドクターX〜外科医・大門未知子〜
  - 第1期　第1話 第4話 第6話〜第8話（2012年） - 帝都医科大学付属病院 教授
  - 第2期　第1話 (2013年) - 帝都医科大学付属病院 教授
  - 第7期　第9話 (2021年) - 東帝大学 理事
- 悪党 第3話 - 古川勝也
- 足長おじさん殺人事件
- 怨み屋本舗SP - 政治家
- 営業部長 吉良奈津子 第1話
- オトコマエ! - 奉行
- 上条麗子の事件推理3 - 麗子の父
- 仮面ライダーW - 照井雄二
- ギルティ 悪魔と契約した女 第1話 - 小池
- 銀座ママ・亜弥子の日記
- 金曜時代劇「人情とどけます」 第4話 - 同心
- 刑事貴族
- ごくせん 第11話 - 渡部明彦
- 昭和ダイナマイト
- 女優・杏子 第46,47,48,54話 - 橘
- ストロベリーナイト - 署長
- 絶対泣かないと決めた日SP - NY支局長
- 絶対零度2〜特殊犯罪潜入捜査〜 第4話 - 三峰辰夫
- 天までとどけ6
- ドウニチラヴ 第6話 - 面接官
- 土曜ワイド劇場「仮釈放の女」 - 刑事
- 土曜ワイド劇場「ショカツの女〜新宿西署・刑事課強行犯係2」（2008年） - 折原良造
- 日本テレビ開局50年記念ドラマスペシャル「天国のダイスケへ」 - 医師
- 日本ぬくもりの旅 - ナビゲーター
- はみだし刑事情熱系 第3シリーズ - 田島勇作 役
- はみだし刑事情熱系P-IV 最終話 - 医師
- ハワイから来た殺人者
- ホカベン - 弁護士
- ほっとけない魔女たち - 高橋
- 龍馬伝 第41話、45話 - 伊藤助太夫
- ATARU 第3話 - 弓削勝則
- DOCTORS〜最強の名医〜（2013年） - 田村雅人
- 黒服物語 最終話 - 池内
- 仮面ライダーゴースト 第4話 - 毛利社長
- 世にも奇妙な物語 2017年 深夜の特別編（2017年） - 亘神太郎
- 刑事7人（2018年） - 相良幹夫
- 悪魔の弁護人・御子柴礼司 〜贖罪の奏鳴曲〜 第6話（2020年1月11日） - 桐生
- 絶対零度（2020年） - 大迫重明
- 七人の秘書（2020年） - 甘粕八太郎 役
- スナック キズツキ（2021年） - 冨田さんの父 役
- 日本沈没-希望のひと- 第7話（2021年11月28日、TBS） - 北星社長 役
- 競争の番人  - 津城委員長 役（2022年7月11日、フジテレビ）[6]
- ブラッシュアップライフ 第1話（2023年1月8日、日本テレビ） - 市民 役[7]
- Get Ready! 最終話（2023年3月12日、TBS） - 中島首相 役
- アンチヒーロー 第7話（2024年5月26日、TBS） - 裁判長 役[8]
- オクトー 〜感情捜査官 心野朱梨〜 Season2 第6話（2024年11月8日、読売テレビ・日本テレビ系） - 馬場竜之介の父親 役[9]
- 特捜9 final season 第8話（2025年5月28日、テレビ朝日） - 骨董品店店主 役[10]

### 映画
- 容疑者 室井慎次 - （2005年、君塚良一監督）東京拘置所刑務主任
- 飛龍炎昇（2007年、ムーディ勝山監督） - 山岸
- 大日本人（2007年、松本人志監督） - パイロット
- 百万円と苦虫女（2008年、タナダユキ監督） - 裁判官の声
- 感染列島（2009年、瀬々敬久監督）
- GOEMON（2009年、紀里谷和明監督）
- さまよう刃（2009年、益子昌一監督） - 記者
- ショートムービーMをさがせ
- 20世紀少年（堤幸彦監督）
- ふうせん
- 聖の青春（2016年、森義隆監督） - 田中章道
- 愛国女子—紅武士道（2022年、赤羽博監督） - 国土交通大臣
- SUPER HAPPY FOREVER（2024年公開予定、五十嵐耕平監督）[11]

### 吹き替え

#### 担当俳優
ジョン・ウェイン
- 駅馬車（リンゴ・キッド）※PDDVD版
- 黄色いリボン（ネイサン・ブリトリス大尉）※PDDVD版
- リオ・グランデの砦（カービー・ヨーク中佐）※PDDVD版

#### 映画
- アイ,ロボット
- 荒野の決闘（オールドマン・クラントン〈ウォルター・ブレナン〉）※PDDVD版
- シェーン（ジョー・スターレット〈ヴァン・ヘフリン〉）※PDDVD版
- シリーズ7/ザ・バトル・ロワイアル
- スズメバチ
- タイガーランド
- タキシード
- 奪還 DAKKAN -アルカトラズ-
- 断崖（ビーキー・スウェイト〈ナイジェル・ブルース〉）※PDDVD版
- 沈黙の陰謀
- デアデビル
- デス・パズル（トム・モンロー〈ロバート・カーライル〉）
- どつかれてアンダルシア (仮)
- パイレーツ・オブ・カリビアン/呪われた海賊たち
- ハリウッド式 恋のから騒ぎ（チャーリー・バーンズ〈ウィリアム・H・メイシー〉）
- ロード・オブ・ザ・リング

#### ドラマ
- 24 -TWENTY FOUR-（探偵ラルフォバート）
- パワーレンジャー・ライトスピード・レスキュー（サンダーロン）

### 舞台
- スタンダードソングエンタテイメントpresents「真田風雲録」 （大野道犬、2008年10月9日-15日、東京芸術劇場）
- スタソンイズムstage1「ゲゲゲのげ〜逢魔が時に揺れるブランコ〜」（若月源二、2009年6月10日-14日、六行会ホール）
- ブルーカバーアクターズ公演 vol.3「うわさの家族」（鈴木誠、2010年4月6日-11日、笹塚ファクトリー）
- スタンダードソングエンタテイメントpresents「贋作 水滸伝 -Outlaws-」（史孔、2011年11月2日-6日、六本木俳優座劇場）

### CM
- キリンビバレッジ『午後の紅茶 上質だ』編　(2012年 亀梨和也に変身する部長役)